# Federația Română de Culturism și Fitness
Federația Română de Culturism și Fitness (FRCF) este organismul ce promovează și organizează culturismulul și fitnessul în România. Înființată în anul 1990, este membră a Comitetului Olimpic Român (COSR) și al Federației Internaționale de Culturism și Fitness (IBB).

## Vezi și
- Sportul în România
- Culturismul în România